# 드림캐쳐 (2003년 영화)
《드림캐쳐》(영어: Dreamcatcher)는 2003년에 개봉한 미국의 SF 공포 영화로, 2001년에 출간된 스티븐 킹의 동명 소설이 원작이다. 로런스 캐즈던이 연출, 공동 각본, 제작을 맡았다.

## 줄거리
어려서 괴롭힘을 당하던 다운 증후군 소년을 구해준 뒤 정신 감응 능력을 부여받은 소꿉친구들이 어른이 되어 함께 메인주 산장으로 휴가를 왔다가 인체에 기생하는 외계인을 상대하며 사투를 벌이게 된다.

## 출연진
- 토머스 제인 - 헨리 데블린 박사 역
- 데이미언 루이스 - 게리 "존지" 존스 / 그레이 씨 역
- 티머시 올리펀트 - 피트 무어 역
- 제이슨 리 - 조 "비버" 클래런던 역
  - 리스 톰프슨 - 어린 조 "비버" 클래런던 역
- 도니 월버그 - 더글러스 "더디츠" 커벨 역
- 모건 프리먼 - 에이브러햄 커티스 대령 역
- 톰 사이즈모어 - 오언 언더힐 중위 역
- 에릭 킨리사이드 - 릭 매카시 역
- 마이클 오닐 - 매서슨 중장 역
- 대린 클리믹 - 메이플스 역
- C. 언스트 하스 - 배리 니먼 역
- 잉그리드 캐벌라스 - 트리시 역

## 우리말 녹음
SBS 성우진 (2008년 4월 12일)
- 김병관 - 커티스 대령(모건 프리먼)
- 김일 - 헨리 박사(토머스 제인)
- 김영선 - 존지 교수(데이미언 루이스)
- 최원형 - 비버(제이슨 리)
- 홍성헌 - 피트(티머시 올리펀트)
- 이병식 - 오언 중위(톰 사이즈모어)
- 송준석 - 더디츠(도니 월버그)
- 김규식 - 매서슨 장군(마이클 오닐)
- 안경진 - 어린 비버(리스 톰프슨)
- 윤소라 - 트리시(잉그리드 캐벌라스)
- 임성표 - 릭 매카시(에릭 킨리사이드)
- 차명화 - 레이철(셰라 베일리)
- 한호웅 - 메이플스 상병(대린 클리믹)
- 윤복성 - 축구팀 쿼터백(앨릭스 캠벨)
- 엄상현 - 불량배(라이언 더보어)